# كلايد بيغرز
كلايد بيغرز (بالإنجليزية: Clyde Biggers)‏ هو لاعب كرة قاعدة أمريكي، ولد في 6 مارس 1925 في كونكورد في الولايات المتحدة، وتوفي في 23 ديسمبر 1976 في ريتشموند في الولايات المتحدة بسبب نوبة قلبية.